# Dennis Dressel
Dennis Dressel (* 26. Oktober 1998 in Dachau) ist ein deutscher Fußballspieler. Seit Anfang 2025 steht der Mittelfeldspieler beim SSV Ulm 1846 unter Vertrag.

## Sportlicher Werdegang
Nach seinen Anfängen in der Jugend des SV Weichs wechselte er im Sommer 2007 in die Jugendabteilung des TSV 1860 München. In der Saison 2014/15 spielte er für die U17-Mannschaft in der B-Junioren-Bundesliga 24 Partien, in denen er ein Tor erzielte. In der nächsten Saison kam er auf 23 Einsätze und fünf Tore in der A-Junioren-Bundesliga Süd/Südwest. Als zweitplatzierte Mannschaft nahm er mit dem TSV 1860 an der U19-Endrunde teil, in welcher die Mannschaft jedoch im Halbfinale Borussia Dortmund unterlag. Zu Beginn der Saison 2016/17 zog er sich einen Bänderriss zu, kam in der Spielzeit dennoch auf 18 Einsätze (acht Tore) in der A-Junioren-Bundesliga.  
Nachdem er bereits in der Saison 2016/17 im Kader der in der Regionalliga Bayern spielenden zweiten Mannschaft der Münchener stand, spielte er nach dem Zwangsabstieg in der Bayernliga Süd am 16. Juli 2017 im Spiel gegen die DJK Vilzing sein erstes Pflichtspiel im Seniorenbereich. Sein Profidebüt für die erste Mannschaft gab er am 12. Mai 2018, dem letzten Spieltag der Regionalliga-Saison 2017/18, als ihn Trainer Daniel Bierofka beim 1:4-Sieg gegen die SpVgg Bayreuth in die Startelf berief. In diesem Spiel gelang ihm sein erstes Profitor. In der Saison 2017/18 erzielte er in 24 Einsätzen (davon drei als Kapitän) drei Tore für die zweite Mannschaft. In der Saison 2018/19 kam er auf drei Drittligaeinsätze für die erste Mannschaft. Zudem war er als Kapitän der zweiten Mannschaft in der Bayernliga aktiv und erzielte dort in 24 Einsätzen neun Tore. Im Landespokal Bayern erreichte er mit der ersten Mannschaft das Halbfinale, in welchem er gegen Viktoria Aschaffenburg bei der 3:2-Auswärtsniederlage sechs Minuten spielte.  
Ab der Saison 2019/20 konnte er sich unter Bierofkas Nachfolger Michael Köllner als Stammspieler der ersten Mannschaft etablieren und schoss sechs Tore bei 33 Drittligaeinsätzen. Zudem gewann er in dieser Spielzeit den Landespokal Bayern gegen die Würzburger Kickers. In der Saison 2020/21 verpasste er nur zwei Spiele aufgrund einer Rotsperre und erzielte in 36 Drittligaeinsätzen acht Tore. 
Nach der Saison 2021/22 wechselte er ablösefrei zu Hansa Rostock in die 2. Fußball-Bundesliga und erhielt dort einen Zweijahresvertrag. Unter Hansa-Trainer Jens Härtel gab er am 1. Spieltag der Saison 2022/23 sein Startelfdebüt für die Kogge und lief in der Folge in allen 34 Zweitligaspielen für die Hanseaten auf. Hierbei gelang dem Stammspieler gegen Hannover 96 und der SpVgg Greuther Fürth jeweils ein Tor. Mit den Nordostdeutschen aus Rostock, mit denen er bereits in der 1. Hauptrunde des DFB-Pokals 2022/23 gegen den damaligen Viertligisten VfB Lübeck mit 0:1 das Nachsehen hatte, erlebte er nebst Jens Härtel auch noch Patrick Glöckner und Alois Schwartz als Cheftrainer und konnte mit der Mannschaft bereits am 33. Spieltag den Klassenerhalt sicherstellen. Das zweite Jahr in Rostock endete mit dem sportlichen Abstieg in die Drittklassigkeit. Erneut absolvierte er alle Pflichtspiele für die Kogge (34 Zweitliga- und zwei DFB-Pokalspiele). Hierbei gelangen ihm im Ligabetrieb 2023/24 je ein Tor gegen den 1. FC Magdeburg und der SV Elversberg. Im DFB-Pokal blieb er torlos und schied in der 2. Hauptrunde 2023/24 gegen den 1. FC Nürnberg aus. 
Nach 71 Pflichtspielen und 4 Toren verließ Dressel im Sommer 2024 Hansa Rostock. Im Anschluss wechselte er im Juli 2024 zum österreichischen Bundesligisten Grazer AK, bei dem er einen bis 2026 laufenden Vertrag erhielt. Für den GAK kam er zu 14 Einsätzen in der Bundesliga. Nach nur einem halben Jahr in Graz kehrte er im Januar 2025 nach Deutschland zurück und wechselte zum Zweitligisten SSV Ulm 1846. Bis zum Ende der Zweitligasaison 2024/25 bestritt er als Stammspieler 14 Saisonspiele – nach einer Roten Karte in seinem dritten Spiel gegen den SC Paderborn 07 musste er zwei Spiele aussetzen – und erzielte bei der 2:3-Heimniederlage gegen Hertha BSC ein Tor, der Klub verpasste jedoch den Klassenerhalt. Im August 2025 verlängerte er kurz nach dem ersten Spieltag der Drittligasaison 2025/26 seinen ursprünglich zum Saisonende auslaufenden Vertrag vorzeitig um ein Jahr.

## Erfolge
TSV 1860 München
- Meister der Regionalliga Bayern: 2017/18
- Aufstieg in die 3. Liga: 2018
- Gewinn des Bayerischen Toto-Pokals: 2019/20